# Arnaud Clément
Arnaud Marcel Maurice Clément (* 17. Dezember 1977 in Aix-en-Provence) ist ein ehemaliger französischer Tennisspieler.

## Karriere
Er gewann in seiner Karriere vier ATP-Titel im Einzel, 2000 in Lyon, 2002 in Metz sowie 2006 in Marseille und in Washington; bei sieben weiteren Turnieren erreichte er das Finale. Hinzu kamen 12 Doppeltitel sowie zehn weitere Finalteilnahmen im Doppel auf der ATP Tour.
Sein größter Erfolg bei einem Grand-Slam-Turnier war der Einzug ins Finale der Australian Open im Jahr 2001. Auf dem Weg dorthin besiegte Clément unter anderem Tommy Robredo, Roger Federer, Jewgeni Kafelnikow, Greg Rusedski und Sébastien Grosjean. Im Finale unterlag er Andre Agassi mit 4:6, 2:6, 2:6.
Clément bestritt 2004 bei den French Open gegen seinen Landsmann Fabrice Santoro das zu diesem Zeitpunkt längste Match der Grand-Slam-Geschichte. Die Begegnung, die Santoro am Ende mit 6:4, 6:3, 6:7 (5:7), 3:6 und 16:14 für sich entschied, ging über zwei Tage (24./25. Mai) und dauerte 6 Stunden und 33 Minuten. Diese Marke wurde 2010 beim Turnier von Wimbledon übertroffen, als die Erstrundenpartie zwischen John Isner und Nicolas Mahut insgesamt 11 Stunden und fünf Minuten dauerte.
Sein letztes Turnier bestritt Clément 2012 in Wimbledon. Nach seinem Ausscheiden dort erklärte er seine Profikarriere für beendet. Er wurde neuer Kapitän der französischen Davis-Cup-Mannschaft.

## Persönliches
Seit Januar 2008 führt er eine Beziehung mit der französischen Sängerin Nolwenn Leroy. Sie sind Eltern eines Sohnes.

## Erfolge
| Legende (Anzahl der Siege)                         |
| Grand Slam (1)                                     |
| Tennis Masters Cup ATP World Tour Finals           |
| ATP Masters Series ATP World Tour Masters 1000 (2) |
| ATP International Series Gold ATP World Tour 500   |
| ATP International Series ATP World Tour 250 (13)   |
| ATP Challenger Tour (3)                            |

| ATP-Titel nach Belag |
| Hartplatz (10)       |
| Sand (1)             |
| Rasen (1)            |
| Teppich (4)          |

### Einzel

#### Turniersiege

##### ATP World Tour
| Nr. | Datum              | Turnier    | Belag         | Finalgegner       | Ergebnis      |
| --- | ------------------ | ---------- | ------------- | ----------------- | ------------- |
| 1.  | 6. November 2000   | Lyon       | Teppich (i)   | Patrick Rafter    | 7:62, 7:65    |
| 2.  | 29. September 2003 | Metz       | Hartplatz (i) | Fernando González | 6:3, 1:6, 6:3 |
| 3.  | 13. Februar 2006   | Marseille  | Hartplatz (i) | Mario Ančić       | 6:4, 6:2      |
| 4.  | 31. Juli 2006      | Washington | Hartplatz     | Andy Murray       | 7:63, 6:2     |

##### ATP Challenger Tour
| Nr. | Datum        | Turnier   | Belag         | Finalgegner     | Ergebnis |
| --- | ------------ | --------- | ------------- | --------------- | -------- |
| 1.  | 8. März 2009 | Cherbourg | Hartplatz (i) | Thierry Ascione | 6:2, 6:4 |

#### Finalteilnahmen
| Nr. | Datum            | Turnier              | Belag         | Finalgegner      | Ergebnis       |
| --- | ---------------- | -------------------- | ------------- | ---------------- | -------------- |
| 1.  | 8. Februar 1999  | Marseille            | Hartplatz (i) | Fabrice Santoro  | 3:6, 6:4, 4:6  |
| 2.  | 29. Januar 2001  | Australian Open      | Hartplatz     | Andre Agassi     | 4:6, 2:6, 2:6  |
| 3.  | 24. Juni 2002    | ’s-Hertogenbosch (1) | Rasen         | Sjeng Schalken   | 6:3, 3:6, 2:6  |
| 4.  | 23. Juni 2003    | ’s-Hertogenbosch (2) | Rasen         | Sjeng Schalken   | 3:6, 4:6       |
| 5.  | 13. Oktober 2003 | Lyon                 | Teppich (i)   | Rainer Schüttler | 5:7, 3:6       |
| 6.  | 23. Juni 2007    | Nottingham           | Rasen         | Ivo Karlović     | 6:3, 4:6, 4:6  |
| 7.  | 16. Januar 2010  | Auckland             | Hartplatz     | John Isner       | 3:6, 7:5, 6:72 |

### Doppel

#### Turniersiege

##### ATP World Tour
| Nr. | Datum            | Turnier        | Belag         | Partner            | Finalgegner                          | Ergebnis            |
| --- | ---------------- | -------------- | ------------- | ------------------ | ------------------------------------ | ------------------- |
| 1.  | 10. April 2000   | Casablanca     | Sand          | Sébastien Grosjean | Lars Burgsmüller Andrew Painter      | 7:64, 6:2           |
| 2.  | 11. Februar 2002 | Marseille (1)  | Hartplatz (i) | Nicolas Escudé     | Julien Boutter Maks Mirny            | 6:4, 6:3            |
| 3.  | 8. März 2004     | Indian Wells   | Hartplatz     | Sébastien Grosjean | Wayne Black Kevin Ullyett            | 6:3, 4:6, 7:5       |
| 4.  | 11. Oktober 2004 | Metz (1)       | Hartplatz (i) | Nicolas Mahut      | Ivan Ljubičić Uros Vico              | 6:2, 7:68           |
| 5.  | 25. Oktober 2004 | St. Petersburg | Teppich (i)   | Michaël Llodra     | Dominik Hrbatý Jaroslav Levinský     | 6:3, 6:2            |
| 6.  | 23. Oktober 2006 | Lyon           | Teppich (i)   | Julien Benneteau   | František Čermák Jaroslav Levinský   | 6:2, 6:73, [10:7]   |
| 7.  | 30. Oktober 2006 | Paris          | Teppich (i)   | Michaël Llodra     | Fabrice Santoro Nenad Zimonjić       | 7:64, 6:2           |
| 8.  | 12. Februar 2007 | Marseille (2)  | Hartplatz (i) | Michaël Llodra     | Mark Knowles Daniel Nestor           | 7:5, 4:6, [10:8]    |
| 9.  | 25. Juni 2007    | Wimbledon      | Rasen         | Michaël Llodra     | Bob Bryan Mike Bryan                 | 6:75, 6:3, 6:4, 6:4 |
| 10. | 1. Oktober 2007  | Metz (2)       | Hartplatz (i) | Michaël Llodra     | Mariusz Fyrstenberg Marcin Matkowski | 6:1, 6:4            |
| 11. | 5. Oktober 2008  | Metz (3)       | Hartplatz (i) | Michaël Llodra     | Mariusz Fyrstenberg Marcin Matkowski | 5:7, 6:3, [10:8]    |
| 12. | 22. Februar 2009 | Marseille (3)  | Hartplatz (i) | Michaël Llodra     | Julian Knowle Andy Ram               | 3:6, 6:3, [10:8]    |

##### ATP Challenger Tour
| Nr. | Datum        | Turnier   | Belag         | Partner                | Finalgegner                  | Ergebnis           |
| --- | ------------ | --------- | ------------- | ---------------------- | ---------------------------- | ------------------ |
| 1.  | 8. Juni 2008 | Surbiton  | Rasen         | Édouard Roger-Vasselin | Harel Levy Jim Thomas        | 7:64, 6:73, [10:7] |
| 2.  | 8. März 2009 | Cherbourg | Hartplatz (i) | Édouard Roger-Vasselin | Martin Fischer Martin Slanar | 4:6, 6:2, [10:3]   |

#### Finalteilnahmen
| Nr. | Datum              | Turnier          | Belag         | Partner                | Finalgegner                          | Ergebnis         |
| --- | ------------------ | ---------------- | ------------- | ---------------------- | ------------------------------------ | ---------------- |
| 1.  | 14. Oktober 2001   | Lyon (1)         | Teppich (i)   | Sébastien Grosjean     | Daniel Nestor Nenad Zimonjić         | 1:6, 2:6         |
| 2.  | 11. Januar 2004    | Adelaide         | Hartplatz     | Michaël Llodra         | Bob Bryan Mike Bryan                 | 5:7, 3:6         |
| 3.  | 16. Januar 2005    | Sydney           | Hartplatz     | Michaël Llodra         | Mahesh Bhupathi Todd Woodbridge      | 3:6, 3:6         |
| 4.  | 6. Februar 2005    | Mailand          | Teppich (i)   | Jean-François Bachelot | Daniele Bracciali Giorgio Galimberti | 7:68, 6:76, 4:6  |
| 5.  | 25. Juni 2006      | ’s-Hertogenbosch | Rasen         | Chris Haggard          | Martin Damm Leander Paes             | 1:6, 6:73        |
| 6.  | 13. Oktober 2007   | Stockholm        | Hartplatz     | Michaël Llodra         | Jonas Björkman Maks Mirny            | 4:6, 4:6         |
| 7.  | 27. Januar 2008    | Australian Open  | Hartplatz     | Michaël Llodra         | Jonathan Erlich Andy Ram             | 5:7, 6:74        |
| 8.  | 27. September 2009 | Metz             | Hartplatz (i) | Michaël Llodra         | Colin Fleming Ken Skupski            | 6:2, 4:6, [5:10] |
| 9.  | 1. November 2009   | Lyon (2)         | Hartplatz (i) | Sébastien Grosjean     | Julien Benneteau Nicolas Mahut       | 4:6, 6:76        |
| 10. | 7. Februar 2010    | Zagreb           | Hartplatz (i) | Olivier Rochus         | Jürgen Melzer Philipp Petzschner     | 6:3, 3:6, [8:10] |

## Grand-Slam-Bilanz

### Einzel
| Turnier1                   | 2012 | 2011 | 2010  | 2009  | 2008  | 2007  | 2006  | 2005  | 2004  | 2003  | 2002  | 2001  | 2000  | 1999  | 1998  | 1997 | 1996 | Gesamt  |
| -------------------------- | ---- | ---- | ----- | ----- | ----- | ----- | ----- | ----- | ----- | ----- | ----- | ----- | ----- | ----- | ----- | ---- | ---- | ------- |
| Australian Open            | –    | 1R   | 1R    | 2R    | 1R    | 2R    | 1R    | 1R    | 1R    | –     | 2R    | F     | AF    | 2R    | 1R    | –    | –    | F       |
| French Open                | 2R   | 2R   | 1R    | 1R    | 1R    | 1R    | –     | 2R    | 1R    | AF    | 3R    | 1R    | 2R    | 2R    | 1R    | 1R   | –    | AF      |
| Wimbledon                  | –    | 1R   | 3R    | 1R    | VF    | 1R    | 2R    | 1R    | 1R    | 2R    | AF    | AF    | 2R    | 2R    | 1R    | 3R   | –    | VF      |
| US Open                    | –    | –    | 3R    | –     | 1R    | 2R    | 1R    | 3R    | 2R    | 2R    | AF    | AF    | VF    | AF    | 1R    | –    | –    | VF      |
| Gewonnene Einzel-Titel     | 0    | 0    | 0     | 0     | 0     | 0     | 2     | 0     | 0     | 1     | 0     | 0     | 1     | 0     | 0     | 0    | 0    | 4       |
| Gesamt-Siege/-Niederlagen2 | 2:3  | 6:10 | 16:24 | 14:20 | 11:17 | 24:26 | 27:22 | 18:21 | 17:24 | 31:20 | 32:26 | 37:28 | 36:27 | 22:25 | 13:25 | 10:9 | 0:0  | 316:327 |
| Jahresendposition          | 295  | 152  | 78    | 63    | 93    | 54    | 42    | 69    | 106   | 31    | 38    | 17    | 18    | 56    | 104   | 94   | 341  | N/A     |

### Doppel
| Turnier1                   | 2012 | 2011  | 2010  | 2009  | 2008  | 2007  | 2006  | 2005  | 2004  | 2003 | 2002  | 2001  | 2000  | 1999 | 1998 | 1997 | 1996 | Gesamt  |
| -------------------------- | ---- | ----- | ----- | ----- | ----- | ----- | ----- | ----- | ----- | ---- | ----- | ----- | ----- | ---- | ---- | ---- | ---- | ------- |
| Australian Open            | –    | 2R    | VF    | 1R    | F     | 1R    | 2R    | 1R    | 2R    | –    | HF    | AF    | –     | –    | –    | –    | –    | F       |
| French Open                | 1R   | 1R    | 1R    | 1R    | 1R    | AF    | –     | 1R    | 2R    | AF   | –     | HF    | 1R    | 1R   | 1R   | 1R   | –    | HF      |
| Wimbledon                  | AF   | VF    | 1R    | 2R    | –     | S     | –     | 2R    | –     | –    | –     | 1R    | –     | –    | –    | –    | –    | S       |
| US Open                    | –    | 1R    | 1R    | –     | 1R    | 2R    | VF    | 1R    | 1R    | –    | 2R    | 2R    | –     | –    | –    | –    | –    | VF      |
| Gewonnene Doppel-Titel     | 0    | 0     | 0     | 1     | 1     | 3     | 2     | 0     | 2     | 3    | 1     | 0     | 1     | 0    | 0    | 0    | 0    | 12      |
| Gesamt-Siege/-Niederlagen2 | 3:4  | 12:10 | 17:18 | 15:15 | 22:14 | 40:25 | 21:12 | 18:14 | 21:15 | 3:7  | 20:16 | 21:17 | 10:10 | 0:7  | 6:8  | 3:3  | 0:0  | 232:195 |
| Jahresendposition          | 271  | 79    | 61    | 72    | 29    | 14    | 28    | 86    | 31    | 195  | 39    | 40    | 116   | 659  | 237  | 222  | 451  | N/A     |

Zeichenerklärung: S = Turniersieg; F, HF, VF, AF = Einzug ins Finale / Halbfinale / Viertelfinale / Achtelfinale; 1R, 2R, 3R = Ausscheiden in der 1. / 2. / 3. Hauptrunde bzw. Q1, Q2, Q3 = Ausscheiden in der 1. / 2. / 3. Qualifikationsrunde
1 Turnierresultat in Klammern bedeutet, dass der Spieler das Turnier noch nicht beendet hat; es zeigt seinen aktuellen Turnierstatus an. Nachdem der Spieler das Turnier beendet hat, wird die Klammer entfernt.

2 Stand: Karriereende